# Dionisio San Román
José Dionisio San Román Toledo (Bauta, La Habana, Cuba, 19 de marzo de 1930 - Siboney, Playa, La Habana, Cuba, 12 de septiembre de 1957) fue un oficial naval cubano. Fue el Jefe militar del alzamiento naval y levantamiento popular del 5 de septiembre de 1957 en Cienfuegos, Cuba, como parte de la Revolución cubana.

## Su familia
Su abuela Gudelia Gómez Medina era prima del Generalísimo Máximo Gómez. 
Su madre Nemesia de la Concepción Toledo Gómez fue secretaria y telefonista, y tomó una estación de Radio para gritarle a Batista "¡Asesino, devuélveme mi hijo!"
Su padre Dionisio San Román Miguel, era el estomatólogo de Bauta y atendía a la gente aunque no le pagaran, su entierro fue acompañado de una muchedumbre de gente agradecida.
Sus hermanos fueron los combatientes de la Revolución: Marta San Román Toledo y Carlos San Román Toledo, y Arturo San Román Toledo:  quien fue marino,  Jefe del 26 de julio en Bauta, combatiente de la clandestinidad, médico psiquiatra, Alférez de Fragata, Capitán y Mayor: Dr. Arturo San Román Toledo (a quien Camilo Cienfuegos le llamaba Sanrro)

## Síntesis biográfica
Fue el hijo mayor del español y estomatólogo Dionisio San Román Miguel y de la cubana Nemesia de la Concepción Toledo Gómez, y tuvo tres hermanos. Desde su primera infancia demostró su amor por el mar. Le llamaban “Comodoro” porque siempre estaba hablando de ser Oficial de la Marina. Fue integrante de la Logia Rosacruz y siempre se enfrentó con valentía por defender la justicia. En el año 1948 logra su sueño y con 18 años de edad, ingresó en la Academia Naval del Mariel. 
Al graduarse, fue destinado al Distrito Naval del Sur, en Cayo Loco, actual Provincia de Cienfuegos, donde prestó servicios en el Guardacostas 101 Leoncio Prado como Oficial de Máquinas; más tarde en el Guardacostas 22, y posteriormente en la PE-201 Caribe. También fue profesor de la Academia Naval Deportiva, según la orden especial n.º 35 del 12 de mayo de 1953, en Cienfuegos, Sagua La Grande, Batabanó y otras ciudades. 
El 28 de septiembre de 1956, cuando estaba a bordo de la Fragata José Martí, recibió la noticia de que había sido separado de la Marina de Guerra por alta conveniencia del servicio, según decreto n.º 2533 publicado en la Gaceta Oficial. El periódico El Diario de la Marina refería que: 
(...) había causado baja deshonrosamente de la Marina de Guerra, por sus actividades revolucionarias.
Poco tiempo después empezó a trabajar en la Marina Mercante. En 1956 se produce un hecho importante en su vida revolucionaria, en el Puerto de Antillas se entrevista con Frank País. En agosto del 1957 estableció los contactos necesarios para el alzamiento de la Marina de Guerra. Conocía a los marineros, confiaba en ellos y sabía que podría contar con fuerzas capaces de defender las posiciones ocupadas por los revolucionarios. 
El 4 de septiembre de 1957,  Dionisio y Julio Camacho Aguilera partieron para la ciudad de Cienfuegos. Dionisio como jefe militar representando al Movimiento de Oficiales Jóvenes de la Marina de Guerra. Y Camacho  como jefe político representando al Movimiento 26 de Julio. Ambos dirigieron el Levantamiento del 5 de septiembre de 1957 en Cienfuegos contra la sangrienta dictadura de Fulgencio Batista. 
Ellos desconocían que la acción conjunta entre La Habana, Cienfuegos y Santiago de Cuba había sido suspendida debido a un delator bajo tortura, lo que ocasionó que apresaran a muchos combatientes, lo cual no fue comunicado a tiempo a la dirección de los revolucionarios. Al no producirse el apoyo del movimiento en La Habana, por la posposición acordada por los oficiales complotados en la capital, y en Santiago de Cuba, la sublevación quedó aislada y esto permitió a las fuerzas de la dictadura trasladar fuerzas de distintas provincias para reprimir el levantamiento en Cienfuegos. Al conocer que la acción conjunta no se había materializado, Camacho Aguilera decide huir a la Sierra Maestra donde estaba la guerrilla de Fidel Castro, e insta a Dionisio a huir también. Pero Dionisio se negó y prefirió seguir en combate. Luego fue traicionado por algunos marinos, apresado, enviado a La Habana, torturado y lanzado al mar cerca de la desembocadura del Río Almendares.

## Muerte
Fue apresado en Cienfuegos durante el Levantamiento del 5 de septiembre de 1957. Luego fue torturado y asesinado en La Habana por el Comandante Jesús Blanco Hernández, jefe del Puesto Naval de La Chorrera, y por el teniente de navío Julio Stelio Laurent Rodríguez, jefe del Servicio de Inteligencia Naval (SIN) de la tiranía batistiana. 
San Román fue torturado y asesinado en la madrugada del 12 de septiembre de 1957 en la casa del Contralmirante de la Marina de Guerra del régimen, José M. Rodríguez Hernández, en el reparto Siboney, hoy Playa, en La Habana. 
Su cuerpo fue trasladado en el porta maletas de un auto hasta el yate 4 de Septiembre de la Marina de Guerra del régimen de Fulgencio Batista, atracado en las márgenes del Río Almendares y desde este yate se lanzó al mar su cadáver al igual que el cadáver del exmarinero participante también en el alzamiento, Alejandro González Brito, los dos con lingotes de cemento amarrados a sus pies.

## Museo municipal de Bauta
Su casa natal es hoy el Museo Municipal de la Revolución de Bauta. El museo está dividido en cinco salas permanentes que abarcan las diferentes etapas por las que ha atravesado la localidad, la comunidad primitiva, con los diferentes hallazgos arqueológicos que se han hecho en la zona; la colonia, la neocolonia y, por supuesto, la etapa revolucionaria, exponiendo la historia cultural y deportiva de Dionisio San Román, todo lo relacionado con su vida y su labor revolucionaria.